# Pinnotheridae

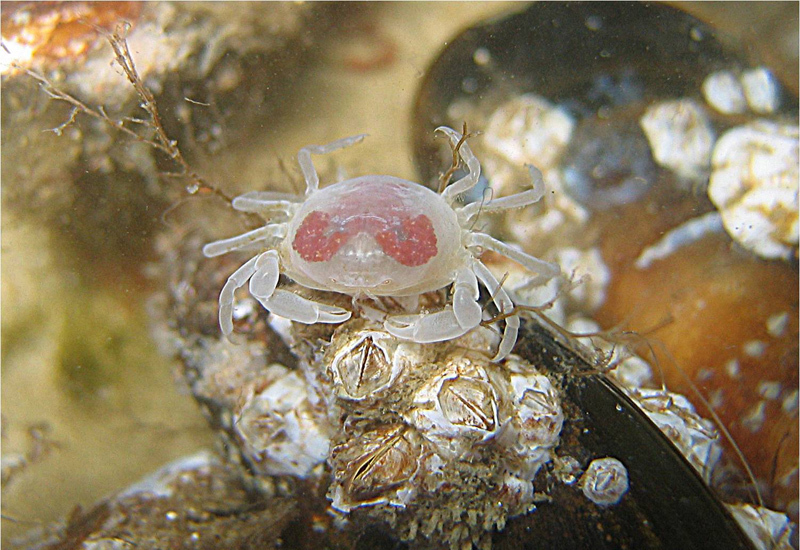
Pinnotheres pisum

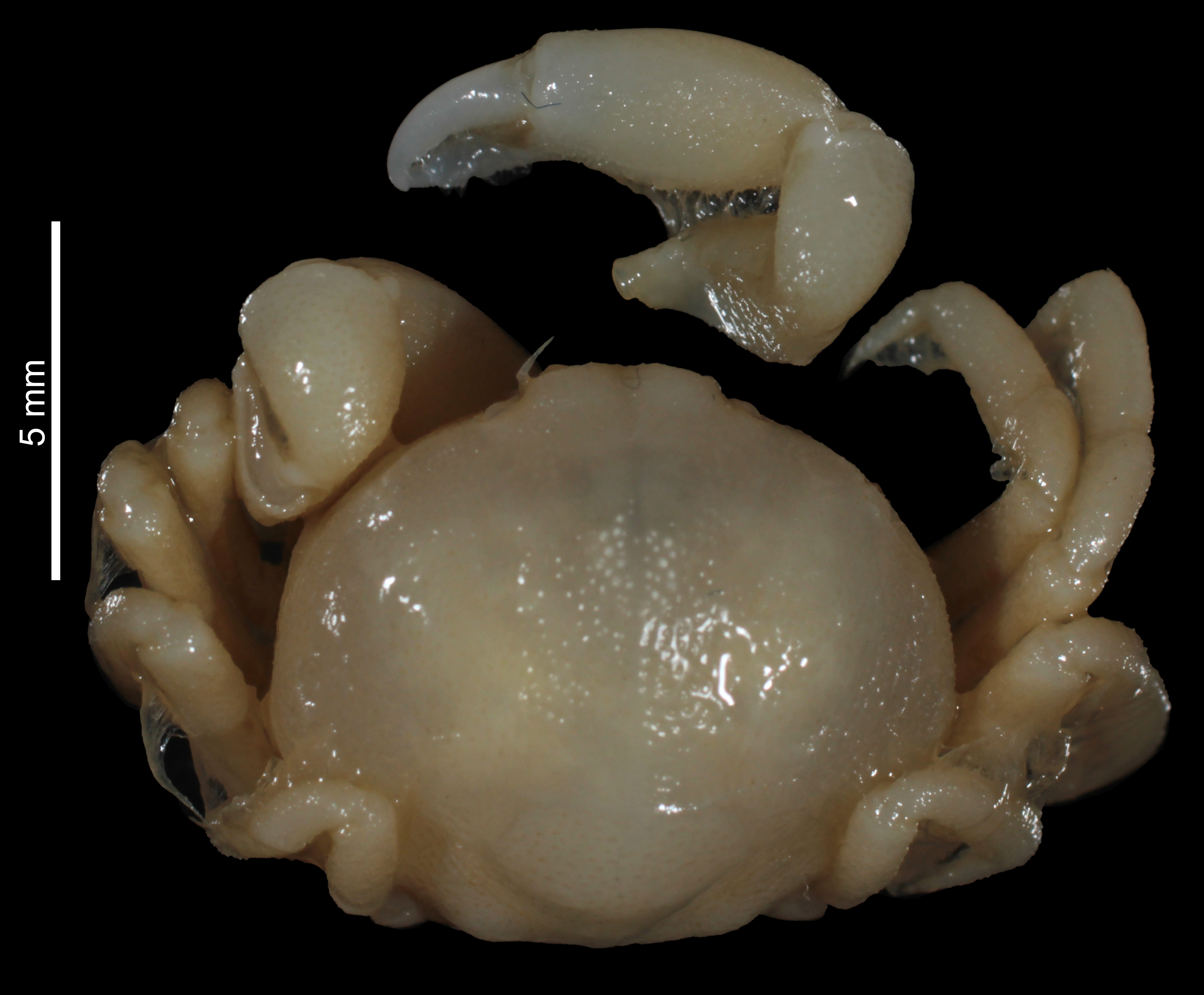
Alain crosnieri

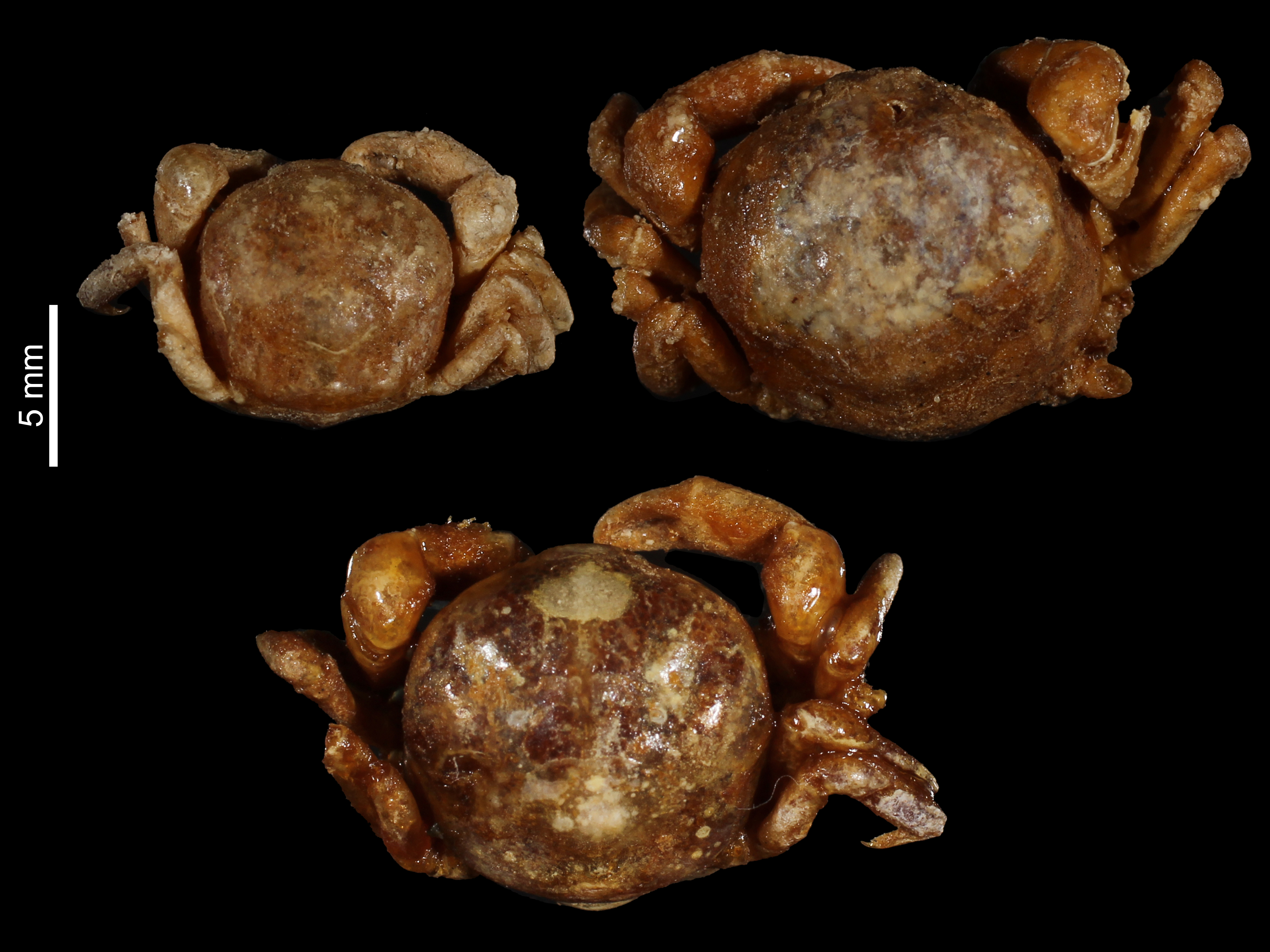
Ostracotheres tridacnae

Pinnotheridae De Haan, 1833 [in De Haan, 1833-1850] è una famiglia di granchi appartenenti alla superfamiglia Pinnotheroidea.

## Descrizione
Presentano un carapace poco calcificato, spesso di forma sferica.

## Tassonomia
- sottofamiglia Pinnixinae Števčić, 2005
  - Austinixa Heard & R.B. Manning, 1997
  - Glassella E. Campos & Wicksten, 1997
  - Indopinnixa R.B. Manning & Morton, 1987
  - Pinnixa White, 1846
  - Rathbunixa Palacios Theil & Felder, 2020
  - Sayixa Palacios Theil & Felder, 2020
  - Scleroplax Rathbun, 1894
  - Tubicolixa Palacios Theil & Felder, 2020
- sottofamiglia Pinnixulalinae Palacios Theil, Cuesta & Felder, 2016
  - Pinnixulala Palacios Theil, Cuesta & Felder, 2016
- sottofamiglia Pinnothereliinae Alcock, 1900
  - Alarconia Glassell, 1938
  - Pinnotherelia H. Milne Edwards & Lucas, 1843
  - Tetrias Rathbun, 1898
- sottofamiglia Pinnotherinae De Haan, 1833 [in De Haan, 1833-1850]
  - Abyssotheres R.B. Manning & Galil, 2000
  - Afropinnotheres R.B. Manning, 1993
  - Alain R.B. Manning, 1998
  - Alainotheres R.B. Manning, 1993
  - Amusiotheres P.K.L. Ng & Ho, 2016
  - Arcotheres R.B. Manning, 1993
  - Austinotheres E. Campos, 2002
  - Austrotheres Ahyong, 2018
  - Bonita E. Campos, 2009
  - Buergeres P.K.L. Ng & R.B. Manning, 2003
  - Calyptraeotheres E. Campos, 1990
  - Clypeasterophilus E. Campos & Griffith, 1990
  - Discorsotheres Ahyong, 2018
  - Dissodactylus Smith, 1870
  - Durckheimia de Man, 1889
  - Enigmatheres E. Campos, 2009
  - Ernestotheres R.B. Manning, 1993
  - Fabia Dana, 1851
  - Gemmotheres E. Campos, 1996
  - Holotheres P.K.L. Ng & R.B. Manning, 2003
  - Holothuriophilus Nauck, 1880
  - Hospitotheres R.B. Manning, 1993
  - Juxtafabia E. Campos, 1993
  - Latatheres Ahyong, 2018
  - Limotheres Holthuis, 1975
  - Mesotheres P.K.L. Ng, Ahyong & E. Campos, 2019
  - Nannotheres R.B. Manning & Felder, 1996
  - Nepinnotheres R.B. Manning, 1993
  - Opisthopus Rathbun, 1894
  - Orthotheres T. Sakai, 1969
  - Ostracotheres H. Milne Edwards, 1853
  - Parapinnixa Holmes, 1895
  - Pinnaxodes Heller, 1865
  - Pinnotheres Bosc, 1801
  - Raytheres E. Campos, 2004
  - Sakaina Serène, 1964
  - Serenotheres Ahyong & P.K.L. Ng, 2005
  - Sindheres Kazmi & R.B. Manning, 2003
  - Solenotheres P.K.L. Ng & Ngo, 2010
  - Tacitotheres P.K.L. Ng, Ahyong & E. Campos, 2019
  - Trichobezoares P.K.L. Ng, 2018
  - Tridacnatheres Ahyong & P.K.L. Ng, 2005
  - Tumidotheres E. Campos, 1989
  - Tunicotheres E. Campos, 1996
  - Viridotheres R.B. Manning, 1996
  - Visayeres Ahyong & P.K.L. Ng, 2007
  - Waldotheres R.B. Manning, 1993
  - Xanthasia White, 1846
  - Zaops Rathbun, 1900